# Црква Светог Николе у Маврову
Црква Светог Николе у Маврову (мкд. Црква „Св. Никола Летен“ Маврово) била је главна сеоска црква у селу Маврово, у северозападном делу Северне Македоније. Црква је данас потопљена у води Мавровског језера.
Изграђена је 1850. године. Када је 1953. године почела градња „хидросистема Маврово” и створено Мавровско језеро, црква је завршила под водом. Међутим, у последње време, са периодима суше, црква је на сувом и може се посетити.
Иако углавном потопљена у водама језера, црква и даље одолева зубу времена и сачувала је свој првобитни изглед. Зидови и звоник и даље постоје, иако је унутрашњост углавном уништена, а кров се потпуно урушио.
Црква је била на врху листе напуштених цркава у свету од стране портала „Хафингтон поста”.

## Историја
Црква је изграђена од стране мајстора из региона Реке 1850. године. Седам година касније је завршена, а изграђена је од мермера и гранита, имала је мермерни олтар, вредан иконостас и иконе које је урадио Димитар Дичо Крстевић (Зограф). Сами становници села Маврово су причали да је у изградњи коришћен најквалитетнији камен и специјална опрема. Изграђена је као једнобродна црква са петостраном апсидом, звоником и иконостасом. Иконе су насликане 1855, од стране уваженог иконописца Дича Крстевића. Касније је у цркви радио дебарски иконописац Мелетиј Бојинов. Српска добротворка Босиљка Јанић је подигла звонару на цркви 1925. године, што показује табла коју је посветила супругу Голубу Јанићу који је био родом из Маврова.
Кад се повуче вода, на задњој страни цркве може се видети гроб и споменик пароха Јована Милошевића и његовог сина Арсенија. Споменик је подигнут 1930. године.

### Потапање
Крајем 1952. године, када је започета изградња Мавровског језера, неке иконе и други верски предмети премештени су у малу црквицу која се налази преко пута. При потапању заборављен је дрвени иконостас, поједине иконе, као и књиге и остали црквени предмети. Међутим, они су касније нађени и конзервирани.
Црква је потопљена 1953. године, али лети када су суше и вода се повуче, црква је на сувом и може се чак посетити.
Средином 1990-их година у Маврову је почела да се гради нова црква Светог Николе, завршена је 2006. Пре него што је изграђена нова црква, постојала је идеја да стара црква буде постављена изнад нивоа воде, али се од те идеје одустало и уместо тога је саграђена нова црква.
У последњих неколико година у више наврата је било иницијатива да црква или остане иста као до сада или да служи својој сврси. Представљен је пројекат за обнову, али и до данас није било никаквих промена када је у питању ова потопљена црква.

## Галерија

### Унутрашњост
- Унутрашњост цркве
- Унутрашњост цркве
- Поглед на звоник
- Поглед на звоник
- Улаз у цркву

### Спољашњост
- Поглед на цркву и село Маврово
- Поглед на потопљену цркву, у позадини село Маврово
- Поглед на цркву, кад је на сувом
- Црква у зиму
- Гроб јереја и пароха Јована Милошевића, његов споменик тик уз цркву
- Поглед на звоник цркве
- Поглед на цркву
- Поглед на цркву под водом
- Табла на цркви, коју је Босиљка Јанић посветила супругу Голубу Јанићу и подизању звонаре 1925. године.